# Tour (Durbuy)
Pour les articles homonymes, voir Tour.
Tour est un hameau de la commune belge de Durbuy situé en Région wallonne dans la province de Luxembourg.
Avant la fusion des communes, il faisait partie de la commune de Heyd.

## Situation
Le hameau se situe sur un plateau herbager dominant les vallées encaissées de l'Ourthe (qui coule à l'ouest) et de l'Aisne (qui coule à l'est). Tour se trouve à la limite de la région calcaire de la Calestienne et de l'Ardenne et à 4 km du centre de Barvaux-sur-Ourthe. Les autres villages voisins sont Morville et Heyd.

## Description
Tour n'est pas un hameau concentré. Il s'agit plutôt d'une succession de maisons anciennes et plus récentes ainsi que de fermettes qui s'étendent le long de plusieurs voies autour d'un vallon depuis le lieu-dit de Belle-Vue jusqu'à Loheré.